# Raja Abu 'Amasha
Raja Hassan Abu Amasha (en àrab: رجاء حسن أبو عماشة raja hassan abu 'amasha) (1938-1955) va ser una activista nascuda al poble de Salama, prop de Jaffa. A partir de la Nakba de 1948 va viure com a refugiada al campament d'Aqabat Jaber, a Jericó.

## Biografia[1]
Raja va cursar una part de la seva educació primaria a les escoles de Jaffa y la va completar, després de la Nakba (1948), a les escoles de Jericó. Més tard, al 1952, va completar l'etapa d'educació secundaria a l'escola Al-Mamounia, a la ciutat de Jerusalem.
Raja va ser una de les activistes del moviment estudiantil y nacional y del moviment de dones de Cisjordània, així com una de les fundadores de la Unió General d'Estudiants Jordans. L'any 1955 va participar activament a les protestes nacionalistes contra les aliances occidentals y el 19 de decembre del mateix any va encapçalar una manifestació contra el Pacte de Bagdad, que tenía com a objectiu annexionar-hi Jordania. Amb aquest pretext, els manifestants van assaltar l'ambaixada nord-americana i hi van hissar la bandera palestina. Els soldats van obrir foc contra Raja, causant-li la mort. El seu cos va ser traslladat a Jericó, on va ser enterrat en un funeral nacional massiu malgrat el toc de queda que s'havia imposat. Altres fonts esmenten que va morir a l'acte mentre assaltava l'ambaixada turca i encara d'altres esmenten l'ambaixada britànica. Raja és considerada la primera màrtir del moviment estudiantil jordà.
Raja va deixar com a llegat una seria de cassides i proses inèdites de caràcter patriòtic, juntament amb diversos articles sobre la causa palestina y la lluita de les dones, part dels quals van ser publicats per diaris jordans.
El 2021, l'Exèrcit d'Alliberament de Palestina va obrir el Centre Mèdic Raja Abu Amasha a l'entrada del camp de refugiats de Yarmuk, a prop de Damasc, Síria.
El poeta Abd al-Karim al-Karmi, conegut com a Abu Salma, va lamentar la seva mort i li va dedicar uns versos, que començaven així: "De les restes de Palestina / hi ha una tomba a l'aire lliure / als peus de Jericó / que al costat d'una tenda plora; / és la tomba d'una màrtir / de només quinze anys".
Aquests versos són part de la següent cassida:
| Oblidada com el meu país, Raja, |  |  | com un raig de llum passà.       |
| Quedà dormida a peus de Jericó  |  |  | i ningú més que el cel la plorà. |